# Irakli Zoidze
Irakli Zoidze (gruz. ირაკლი ზოიძე, ur. 21 marca 1969) – gruziński piłkarz grający na pozycji bramkarza. W kadrze narodowej rozegrał 19 meczów.

## Kariera piłkarska
Swoją karierę piłkarską Zoidze rozpoczął w klubie Mercchali Ozurgeti. W sezonie 1990 zadebiutował w jego barwach w pierwszej lidze gruzińskiej. W 1991 roku odszedł do Torpeda Kutaisi, w którym spędził sezon.
W 1992 roku Zoidze przeszedł do Dinama Tbilisi. W sezonach 1992/1993, 1993/1994, 1994/1995, 1995/1996 i 1996/1997 wywalczył z Dinamem pięć dubletów z rzędu (mistrzostwa oraz Puchary Gruzji). W sezonie 1997/1998 także został mistrzem kraju.
W 1998 roku Zoidze został zawodnikiem izraelskiego Maccabi Jafa. W sezonie 1998/1999 spadł z nim z pierwszej do drugiej ligi. W 1999 roku był też zawodnikiem litewskiego Žalgirisu Kowno.
W 2000 roku Zoidze wrócił do Gruzji. Został piłkarzem Torpeda Kutaisi. W sezonie 1999/2000 wywalczył z nim tytuł mistrzowski, a w sezonie 2000/2001 sięgnął po dublet. W 2001 roku wrócił do Dinama Tbilisi. W sezonie 2002/2003 wywalczył z nim dublet, w sezonie 2003/2004 zdobył Puchar Gruzji, a w sezonie 2004/2005 został mistrzem kraju. W 2006 roku zakończył karierę.
| Sezon   | Klub               | Kraj   | Rozgrywki     | Mecze | Gole |
| ------- | ------------------ | ------ | ------------- | ----- | ---- |
| 1990    | Mercchali Ozurgeti | Gruzja | Umaglesi Liga | 22    | 0    |
| 1991    | Mercchali Ozurgeti | Gruzja | Umaglesi Liga | 7     | 0    |
| 1991/92 | Torpedo Kutaisi    | Gruzja | Umaglesi Liga | 33    | 0    |
| 1992/93 | Dinamo Tbilisi     | Gruzja | Umaglesi Liga | 20    | 0    |
| 1993/94 | Dinamo Tbilisi     | Gruzja | Umaglesi Liga | 15    | 0    |
| 1994/95 | Dinamo Tbilisi     | Gruzja | Umaglesi Liga | 23    | 0    |
| 1995/96 | Dinamo Tbilisi     | Gruzja | Umaglesi Liga | 21    | 0    |
| 1996/97 | Dinamo Tbilisi     | Gruzja | Umaglesi Liga | 27    | 0    |
| 1997/98 | Dinamo Tbilisi     | Gruzja | Umaglesi Liga | 11    | 0    |
| 1998/99 | Maccabi Jafa       | Izrael | Ligat ha’Al   | 22    | 0    |
| 1999    | Žalgiris Kowno     | Litwa  | A lyga        | 1     | 0    |
| 1999/00 | Torpedo Kutaisi    | Gruzja | Umaglesi Liga | 6     | 0    |
| 2000/01 | Torpedo Kutaisi    | Gruzja | Umaglesi Liga | 30    | 0    |
| 2001/02 | Dinamo Tbilisi     | Gruzja | Umaglesi Liga | 24    | 0    |
| 2002/03 | Dinamo Tbilisi     | Gruzja | Umaglesi Liga | 19    | 0    |
| 2003/04 | Dinamo Tbilisi     | Gruzja | Umaglesi Liga | 14    | 0    |
| 2004/05 | Dinamo Tbilisi     | Gruzja | Umaglesi Liga | 21    | 0    |
| 2005/06 | Dinamo Tbilisi     | Gruzja | Umaglesi Liga | 1     | 0    |

## Kariera reprezentacyjna
W reprezentacji Gruzji Zoidze zadebiutował 10 lutego 1994 roku w wygranym 1:0 meczu Rothmans Tournament 1994 z Maltą, rozegranym w Attard. W swojej karierze grał w eliminacjach do Euro 96, do MŚ 1998 i do MŚ 2002. Od 1994 do 2001 rozegrał w kadrze narodowej 19 meczów.